# José Manuel Moya
José Manuel Moya Díaz (La Puebla del Río, provincia de Sevilla, 27 de Julio de 1939) es un compositor y productor musical español, considerado uno de los máximos exponentes en el género de las sevillanas por su extensa y reconocida obra. 

## Biografía
Tras haber sido jugador en el primer equipo del Sevilla Fútbol Club, pasó a ser miembro fundador de Los Romeros de la Puebla en 1966, grupo que continúa en la actualidad en activo.
Ha estudiado música con Francisco Ufano, y más tarde con el amigo y compositor, Paco Serrano de La Puebla. Toca la guitarra y el piano.
Además de sevillanas José Manuel Moya ha destacado en otros géneros como la rumba, la copla y la canción ligera, componiendo para artistas de la talla de Manolo Escobar, Gracia Montes, Isabel Pantoja, María Jiménez, Azúcar Moreno, Mercedes Cubero o Chiquetete, entre otros muchos. En las sevillanas, han interpretado temas suyos la casi totalidad de grupos, coros y solistas que se han dedicado o se dedican a este género. Además, en el mundo de las sevillanas, Moya es uno de los compositores musicales que más obras ha dado al género. Para Los Romeros de la Puebla es el autor con más temas en su discografía junto a Juan Díaz.
Entre sus composiciones de éxito destacan: "Solano de las marismas", "El embarque de ganado", "Sevillanas para conquistar" (Mírala cara a cara), "Suspiros de mujer", "Salve Rociera", "Viva mi Andalucía, viva mi pueblo", "Tiempo detente", entre otras.